# Sherlock Holmes (livre-jeu)
Pour un article plus général, voir Sherlock Holmes.
Le personnage de Sherlock Holmes a été utilisé dans plusieurs livres-jeux.

## Livres choix-multiples
Le personnage de l'enquêteur se prête particulièrement bien à une déclinaison en livre-jeu, le lecteur devant opérer des choix dans ses investigations pour tâcher d'égaler le grand détective.

### Dans la collection «Un livre dont vous êtes le héros» (Folio Junior)
La collection a publié deux séries.
Série « Sherlock Holmes » (Sherlock Holmes solo mysteries)
Écrit par de Gerald Lientz, Peter Ryan et Milt Creighton, sortis en France de 1987 à 1994.
1. Meurtre au Club Diogène (Murder at the Diogenes Club)
2. L'Émeraude de la Rivière Noire (The Black River Emerald)
3. Le Maître-chanteur d'Appledore (Death at Appledore Towers)
4. Le Crime du Docteur Watson (The Crown VS Dr. Watson)
5. La Conspiration des Dynamiteurs (The Dynamiters)
6. Un Duel dans le Yorkshire (The Honour of the Yorkshire Light Artillery)
7. Pour l'Honneur de la Reine (The Royal Flush)
8. L'Héritier Disparu (The Lost Heir)

Série « Super Sherlock »
De l'auteur Ian Bailey (en).
1. Le Mystère de Compton
2. La Villa des Revenants

### Dans la collectionHistoires à jouer
Publié chez Presse Pocket puis au Livre de Poche avant d'être republiée par Posidonia Editions,.
1. La Malédiction de Shimbali
2. L'affaire Tripsey
3. La Main Rouge
4. La Statuette brisée
5. Le Dragon de Limehouse
6. Le Mystère de Stonehenge
7. Meurtre dans l'Orient-Express'
8. L'Héritage Welsey
9. Les Chauffeurs du Nord
10. Le Mystérieux Docteur Beacon

### Dans la collectionLa BD dont vous êtes le hérosdeMakaka)
- Ced (ill. Ced), Sherlock Holmes, Saint-Étienne-de-Fontbellon, Makaka éditions, octobre 2013, 176 p., 14,5×21 (ISBN 978-2-917371-36-7)[3]
- Ced (ill. Ced), Quatre enquêtes de Sherlock Holmes, Saint-Étienne-de-Fontbellon, Makaka éditions, décembre 2014, 176 p., 14,5×21 (ISBN 978-2-917371-56-5)
- Ced (ill. Boutanox), Sherlock Holmes et Moriarty, Saint-Étienne-de-Fontbellon, Makaka éditions, décembre 2015, 144 p., 15,5×21 (ISBN 978-2-917371-68-8)
- Ced (ill. Ced), Sherlock Holmes et le défi d'Irène Adler, Saint-Étienne-de-Fontbellon, Makaka éditions, décembre 2016, 96 p., 15,5×21 (ISBN 978-2-917371-71-8)
- Ced (ill. Grelin), Sherlock Holmes, le jeu dont vous êtes les héros, Saint-Étienne-de-Fontbellon, Makaka éditions, décembre 2019, 4 × 96, 15,5×21, un coffret de quatre livrets (jouable à quatre personnes)

## Livres de type «trouvez le coupable»

### Sherlock Yack Zoo-détective
Par Michel Amelin avec des illustrations de Colonel Moutarde publié chez Milan Jeunesse. Les (jeunes) lecteurs sont invités à mèner les enquêtes en recherchant les indices glissés dans le texte et démasquer les coupables avant Sherlock Yack.
- Qui a saucissonné l'éléphant blanc ?
- Qui a noué le python ?

- Qui a piégé le pingouin ?
- Qui a zigouillé le koala ?
- Qui a liquidé le raton laveur ?

### Sherlock Heml'os mène l'enquête
Traduction française de The Sherluck Bunes Mystery Detective de Jim Razzi, Mary Razzi et Ted Enik. Traduit au Québec par Les enquêtes mystérieuses de Sherloque Fin-Museau, détective  est une série de six livres-jeux où les protagonistes sont des chiens.